# Parque natural del Peñón de Ifach
El parque natural del peñón de Ifach (pronunciado [i'fak]; en valenciano, Penyal d'Ifac) es un espacio natural protegido español situado en el municipio de Calpe, que forma parte de la provincia de Alicante, en la Comunidad Valenciana.

## Geografía
Este paraje fue declarado parque natural por el gobierno valenciano el 19 de enero de 1987, con una superficie de 45 hectáreas. Posteriormente, el 2 de abril de 2015, se amplió el límite de protección a 53,3 hectáreas. Se encuentra en la comarca de la Marina Alta, al norte de la provincia de Alicante, ubicado en el término municipal de Calpe. 

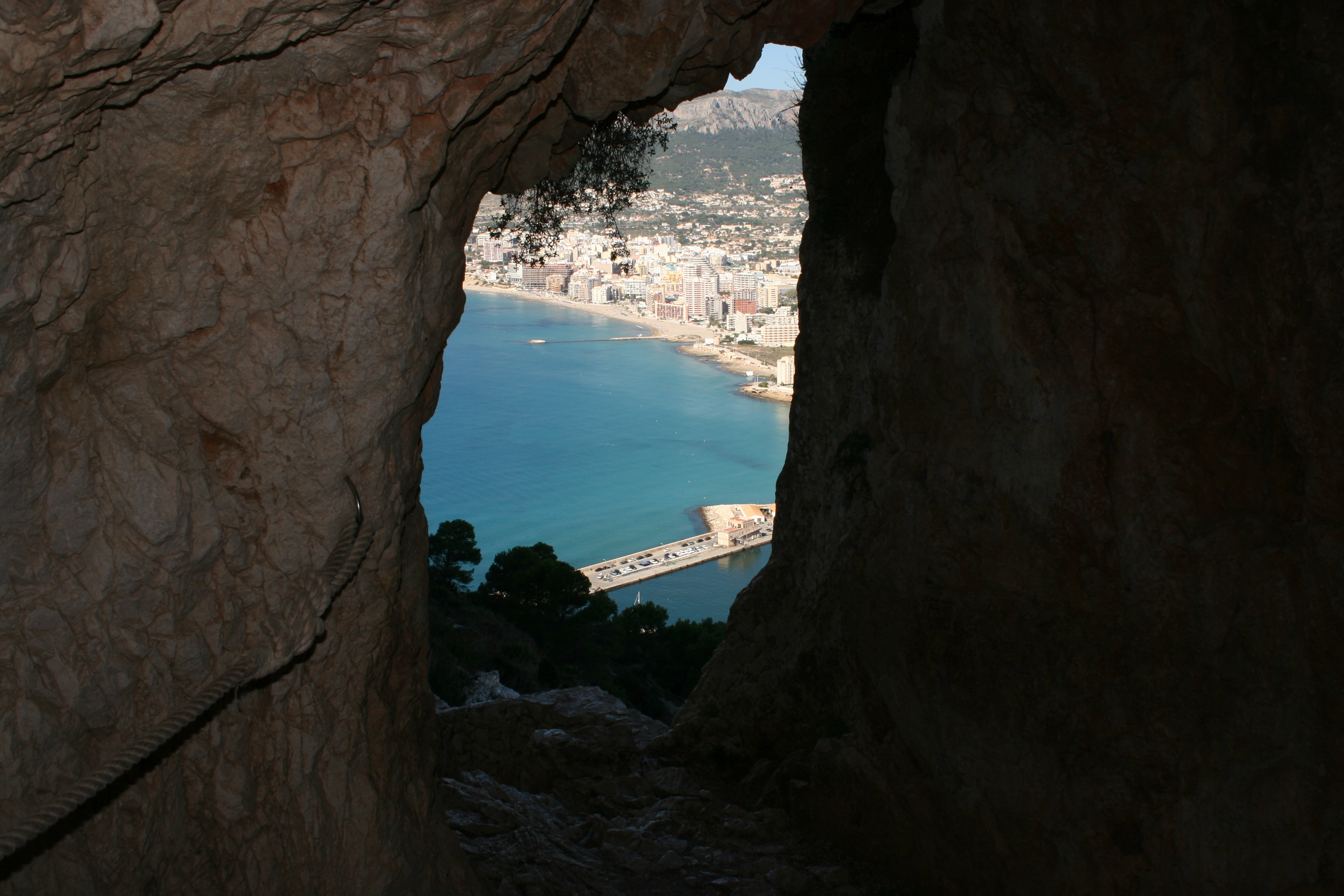
Túnel que comunica las vertientes norte y sur del peñón.

El parque está situado en un peñón aislado en la costa norte de la provincia de Alicante, constituyendo el peñón una de las últimas estribaciones de las cordilleras Béticas y alcanzando una altitud de 332 metros. Esta enorme mole calcárea desciende de manera abrupta hacia el mar y está unida al continente por un istmo detrítico. Debido a sus características físicas, es un vértice geodésico de tercer orden, que fue utilizado en su momento para la triangulación de España. Existe una ruta de senderismo que lleva hasta la cima del peñón de Ifach. Desde allí hay muy buenas vistas del Mediterráneo y en días claros es posible divisar la isla de Formentera, Ibiza y el cabo de Santa Pola.

### Clima

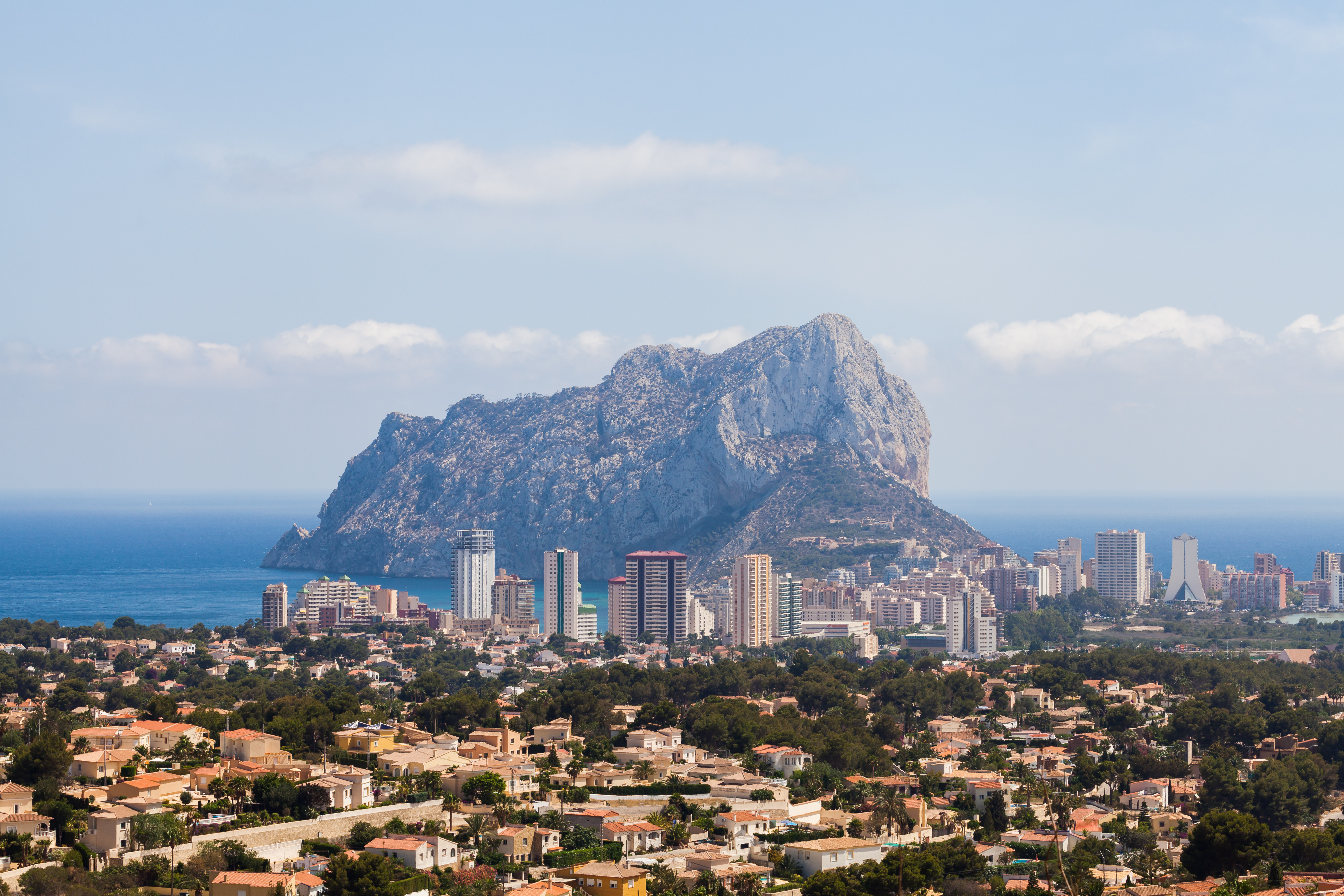
Calpe con el peñón al fondo

El parque presenta un típico clima mediterráneo. La precipitación media anual es de 500 mm, con fuertes irregularidades. La temperatura media anual oscila entre 10 °C y 26 °C. Los inviernos son suaves y los veranos cálidos, con medias de entre 25,5 °C y 26 °C en agosto.

## Flora

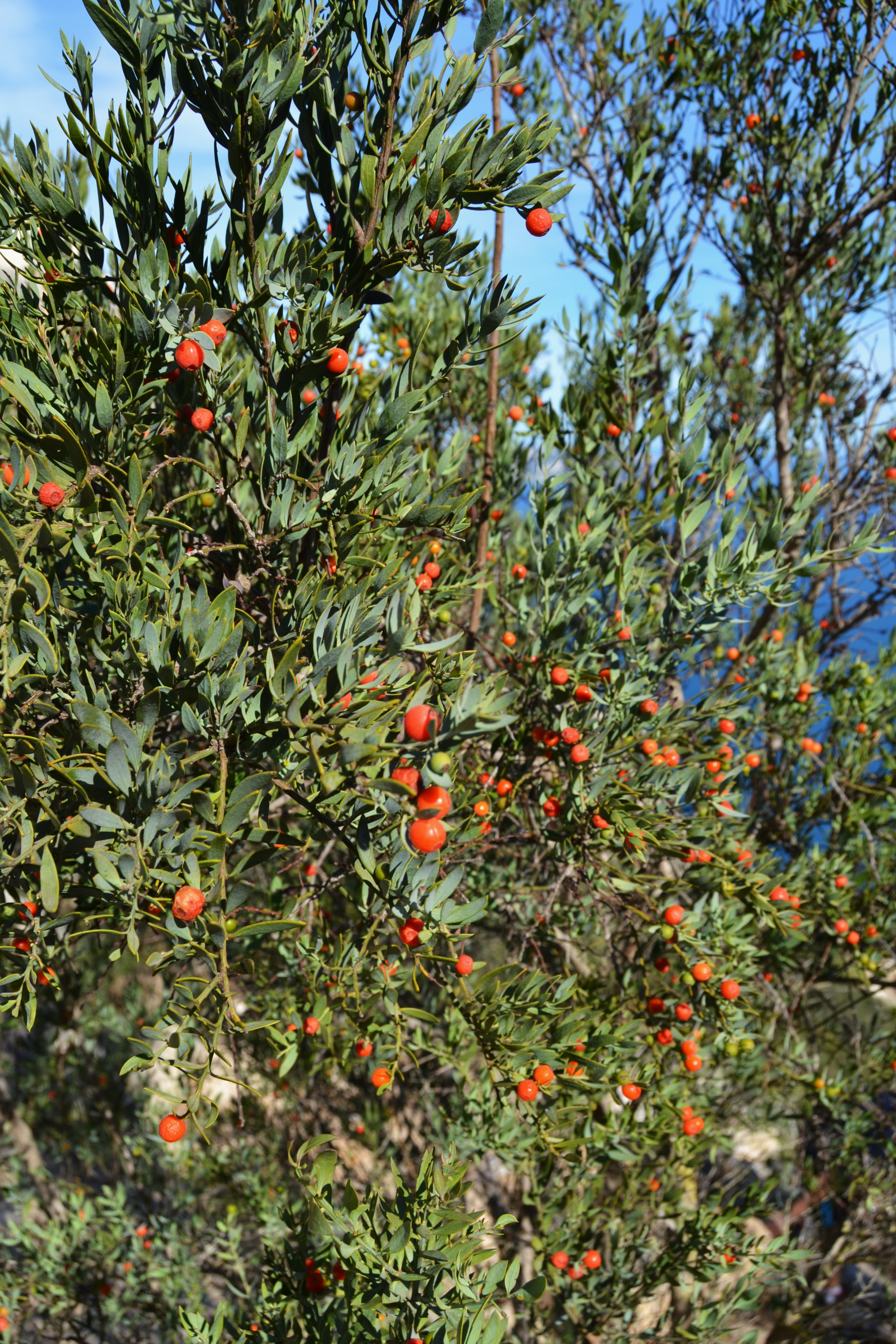
Bayón (Osyris lanceolata)

Las características del parque hacen que sea muy importante la presencia de vegetación rupícola endémica, como la silene de Ifach, el tomillo, la escabiosa de roca y la herradura valenciana.
En las zonas altas de la vertiente septentrional se puede encontrar vegetación arbustiva, como el palmito, la sabina negra, el aladierno y la uva de mar, mientras que en las zonas inferiores de dicha ladera se encuentran el lentisco, el bayón, la madreselva, la esparraguera, el enebro, la rubia y el jazmín de monte.
Diversas comunidades vegetales conforman la vegetación del peñón. En las grandes paredes de roca se desarrolla una vegetación rupícola especializada en colonizar grietas, fisuras y repisas donde se acumula algo de suelo. Formando parte de esta vegetación figuran numerosos endemismos, como la prácticamente extinguida silene de Ifach, un raro tomillo, el teucrio de Ifach, la escabiosa rupestre y la violeta roquera valenciana. En los niveles medios y altos de la vertiente septentrional se desarrolla una vegetación arbustiva de orlas, que comprende la maquia de palmito y la sabina negra. Esta comunidad, constituida por la sabina negra, palmito, aladierno, uva de mar, etc., es sumamente interesante porque representa un reducto del Terciario que quedó aislado en el inaccesible peñón y no fue invadido por Quercus (encinas, robles, etc.). En los suelos profundos se desarrolla una variante de esta comunidad con el pino carrasco. En los niveles bajos de la vertiente septentrional, la vegetación arbustiva de orla comprende la maquia de lentisco y bayón, entre otras especies como la madreselva, la esparraguera, el enebro, la rubia y el jazmín de monte, así como el palmito y otros.
También crecen en el parque natural las comunidades propias de las últimas etapas de la serie de regresión vegetal, la vegetación de pastizales y la vegetación de matorrales y tomillares. Asimismo, en la zona en torno a las casas de la base del peñón se desarrolla una vegetación nitrófila, propia de lugares muy antropizados sometidos a un elevado aporte de materia orgánica. También pueden apreciarse restos de cultivos, como por ejemplo algarrobos y almendros.

## Fauna

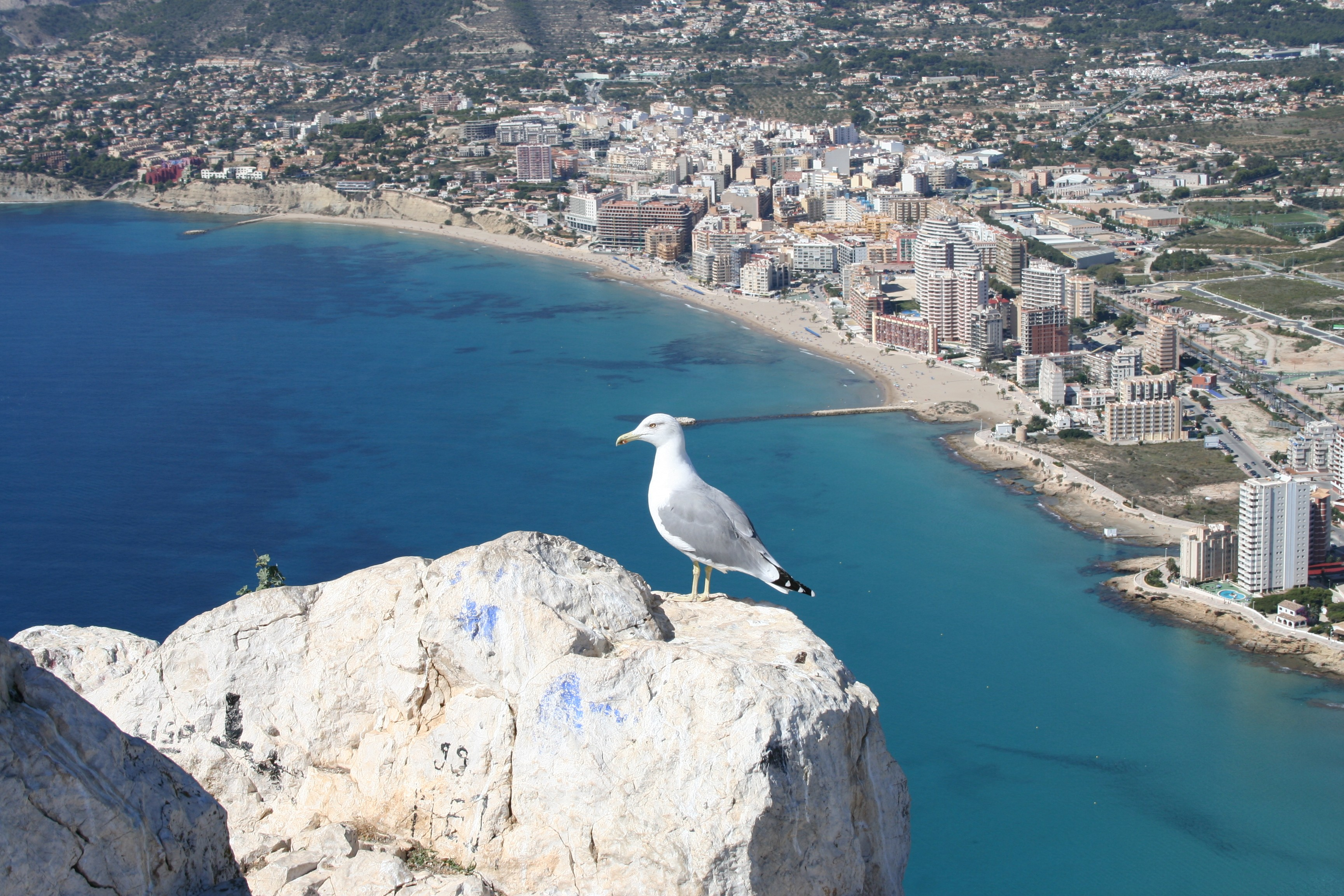
Una gaviota en la cima del peñón

El parque es refugio para aves como el cormorán moñudo, la gaviota patiamarilla, el alcatraz, el halcón de Eleonora, el halcón peregrino y el vencejo pálido.
Como en el resto de la Marina Alta, es notable su riqueza malacológica en especies de moluscos pulmonados terrestres (caracoles). También es de interés la presencia de coleópteros y particularmente sus colonias de aves. Se citan unas 80 especies distintas de aves entre las nidificantes, las migratorias y las errantes. Destaca la presencia del halcón Eleonor, del cormorán moñudo y estorninos. Nidifican el vencejo pálido, la gaviota patiamarilla y el cernícalo. Los animales roqueros aprovechan cualquier grieta, agujero o repisa para hacer su nido. Las rapaces y las abundantes gaviotas hacen sus nidos en los cantiles del soleado murallón meridional. A sus pies, los riscos desprendidos sirven de posadero a cormoranes y gaviotas.

## Accesos
La localidad de Calpe se encuentra al pie del peñón y es fácilmente accesible por la AP-7 y la N-332.
El acceso al parque es gratuito y libre durante todo el día, mientras haya luz solar.
A partir del año 2020, se ha establecido un cupo máximo de trescientas personas al día en la senda de subida a la cima. La reserva de cita previa puede efectuarse a través del sitio web oficial del Parque Natural del Peñón de Ifach.